# Thanas Floqi
Thanas Floqi (ur. 14 stycznia 1884 w Korczy, zm. 8 lutego 1945 w Elbasanie) – albański polityk, prawnik i działacz niepodległościowy, młodszy brat Kristo Floqiego.

## Życiorys
Był synem kupca Vasila Floqiego, wyznania prawosławnego. W dzieciństwie wyemigrował wraz z rodzicami do Grecji. Szkołę średnią ukończył w Missolungi, a następnie studiował prawo na Uniwersytecie Ateńskim. Studiów nie ukończył.
W 1905 wyemigrował do USA, gdzie zaangażował się w działalność albańskiego ruchu niepodległościowego. Działał w organizacji Malli i Memёdheut (Tęsknota za ojczyzną), która z czasem zmieniła nazwę na Panalbańską Federację Vatra w Bostonie, współpracując z Fanem Nolim, Sotirem Peçim i Kristo Dako. W albańskojęzycznym piśmie Kombi (Naród) pisał artykuły, opatrzone pseudonimem Powstaniec z Jamestown (alb. Nje kryengritës i Jamestaunit).
Powrócił do Albanii w 1908 i zamieszkał we Wlorze. Tam też spotkał się z Ismailem Qemalem, wspierając jego kandydaturę w wyborach do parlamentu osmańskiego. W latach 1908–1909 pracował jako nauczyciel w szkole albańskiej w Çakrani, zakładał zespół muzyczny we Wlorze i pisał artykuły do prasy albańskiej, wydawanej w Bukareszcie.
W 1909 przeniósł się do Korczy, gdzie został dyrektorem szkoły albańskiej, działającej przy klubie patriotycznym Dituria. Dla potrzeb szkoły napisał podręcznik: Gramatyka języka albańskiego (alb. Gramatika e gjuhes shqipe).
W początkach 1912 zaangażował się w opracowanie memorandów, kierowanych do sułtana, a domagających się przyznania autonomii Albańczykom, w obrębie państwa osmańskiego. W listopadzie 1912 był przedstawicielem Korczy w czasie obrad Zgromadzenia we Wlorze, które ogłosiło deklarację niepodległości. Po utworzeniu pierwszego rządu albańskiego, kierowanego przez Ismaila Qemala został skierowany do pracy w Elbasanie, jako współpracownik prefekta Aqifa Paszy. Był także tłumaczem międzynarodowej komisji, zajmującej się wytyczeniem granic państwa albańskiego.
Po objęciu władzy w Albanii przez Wilhelma von Wieda, Floqi jako jeden z nielicznych w Albanii prawników został mianowany sekretarzem generalnym w ministerstwie sprawiedliwości. W tym czasie przygotował serię broszur, dotyczących organizacji wymiaru sprawiedliwości w realiach albańskich. Po wyjeździe Wieda z Albanii przeniósł się do Elbasanu, gdzie do 1918 pracował jako nauczyciel w szkole pedagogicznej, ale także organizował amatorski ruch teatralny (był prezesem Towarzystwa Teatralnego w Elbasanie).
W latach 20. zaprzestał czynnej działalności politycznej, powrócił do niej na krótko w 1939 zasiadając w Zgromadzeniu Konstytucyjnym, które formalnie przekazało władzę nad Albanią Wiktorowi Emanuelowi III. Pracował jako adwokat i nauczyciel w Elbasanie, zajmował się także organizowaniem zespołów muzycznych i chórów w tym mieście. Jego pasją stało się przygotowanie słownika włosko-albańskiego (Fjaluer italisht-shqip, wyd. 1939), a także tłumaczenie literatury pięknej na język albański. Wśród opublikowanych tłumaczeń szczególnie cenione były opowiadania La vita militare Amicisa i powieść Trzech muszkieterów Dumasa. W jego dorobku twórczym były także pieśni patriotyczne, w tym znany utwór O wy, dzielni bojownicy (O trima luftëtarë). W 2008 ukazały się pośmiertnie wspomnienia Floqiego z lat 1914-1915, w opracowaniu Kastriota Dervishiego.
Był żonaty (żona Anastasi z d. Dodbiba). Imię Floqiego noszą ulice w Elbasanie, Fierze i w Korczy.

## Publikacje
- 1939: Fjaluer Italisht-Shqip : Shqyrtue prej Komisjonit Teknik te Ministris s' Arsimit me Vendim nr. 13
- 2008: Fytyra e vërtetë e Haxhi Qamilit : kujtime për vitet e mbrapshta 1914-1915 (opr. Kastriot Dervishi)